# District municipal de Wa
Pour les articles homonymes, voir Wa.
Le district municipal de Wa (Wa Municipal District, en Anglais) est l’un des 9 districts de la Région du Haut Ghana occidental au Ghana.

## Villages du district
- Wa
- Busa
- Charia
- Boli
- Kpongu
- Kperisi
- Mengwe Goripie
- Kolpong

## Sources
- GhanaDistricts.com